# Georges Pacard
Georges Pacard (décédé en 1610, à Saint-Claud). Célèbre ministre, écrivain et controversiste calviniste de Saintonge. 

## Biographie sommaire
Vraisemblablement originaire du Lyonnais, il aurait étudié la théologie à Genève. 
Fut successivement ministre à La Rochefoucauld puis à Châtellerault et finalement à Saint-Claud, où il mourut en 1610. 
Brillant polémiste, son premier traité intitulé Théologie naturelle, paru en 1574 à La Rochelle, aurait enthousiasmé jusqu'à ses geoliers catholiques qui l'auraient rapidement libéré... 
Très estimé de ses contemporains, qui lui confièrent les plus hautes charges : il fut ainsi successivement député au Synode de Sainte Foy (1578), membre de la commission chargée de la controverse contre les docteurs catholiques au synode de Montauban (1594), vice-président du synode de Saumur (1596), président de celui de Gergau (1601), ainsi que de l'assemblée politique de Chatellerault, où il représentait la Saintonge (1605). 
L'un de ses fils, Jean, fut lui aussi ministre à Marcillac puis à La Rochefoucauld.

## Œuvres connues
- Théologie naturelle, ou Recueil contenant plusieurs Argumens contre les Epicuriens et Athéistes de Nostre-Temps[2]. P. Haultin, La Rochelle, 1579.
- Response à la Confession de Foy de Claude de Sainctes[3], Niort, Thomas Portau, 1594.
- Traicté contre la Transsubtiation. Niort, Thomas Portau, 1595
- Dispute entre un François et un Romain touchant trois poincts de Doctrine. Niort, Thomas Portau, 1597
- Antipanigarole, ou Response à la Première Partie des Leçons de François Panigarole[4]. Niort, Thomas Portau, 1597.

## Sources
- La France protestante, E. Haag.